# بيل دودلي
بيل دودلي (بالإنجليزية: Bill Dudley) هو لاعب كرة قدم أمريكية وطيار أمريكي، ولد في 24 ديسمبر 1921 في بلوفيلد في الولايات المتحدة، وتوفي في 4 فبراير 2010 في لينشبرغ في الولايات المتحدة بسبب سكتة.

## وصلات خارجية
- بيل دودلي على موقع مرجع كرة القدم المحترفة.كوم (الإنجليزية)
- بيل دودلي على موقع إن إن دي بي (الإنجليزية)